# George Huntington

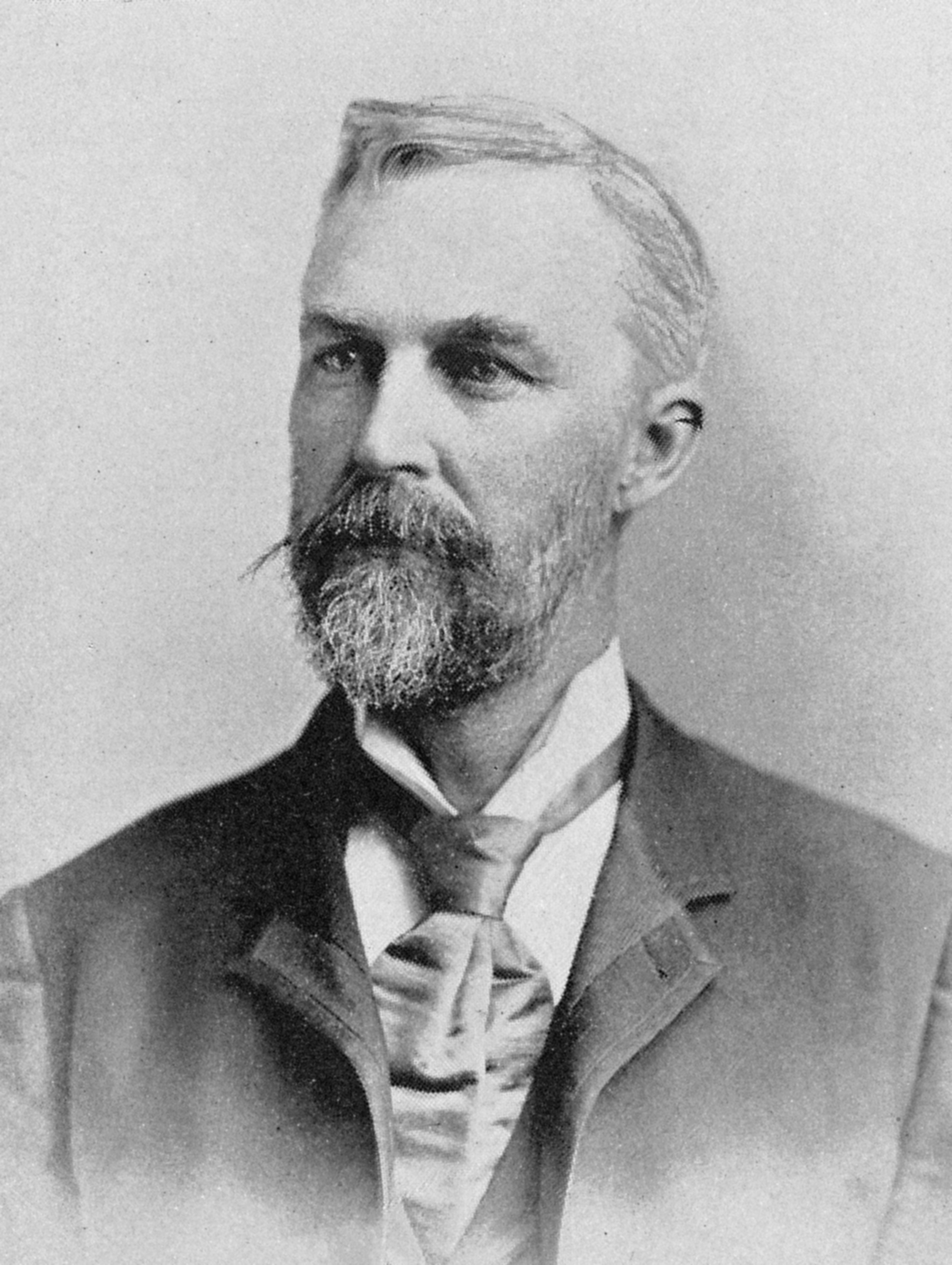
George Huntington

George Huntington (* 9. April 1850 in East Hampton, New York; † 3. März 1916 in New York City, New York) war ein US-amerikanischer Arzt. Er wurde durch seine wissenschaftliche Beschreibung der später nach ihm benannten Chorea Huntington bekannt.

## Leben
Huntington stammte aus einer Medizinerfamilie: sowohl sein Vater George Lee Huntington (1811–1881) als auch sein Großvater Abel Huntington (1777–1858) waren als Ärzte in derselben Praxis in East Hampton auf Long Island tätig. Er studierte Medizin in New York an der Columbia University. Schon als Kind, als er seinen Vater begleitete, hatte er Familien mit mehreren auffällig Erkrankten beobachtet. Später kombinierte er seine Beobachtungen mit den Aufzeichnungen seines Vaters und Großvaters und konnte so den Erbgang und den Phänotyp der später nach ihm benannten Erkrankung präzise erfassen.
Ursprünglich hielt er am 15. Februar 1872 an der "Meigs and Mason Academy of Medicine" in Middleport (Ohio) einen Vortrag über seine Beobachtungen von Patienten, die an Veitstanz litten. Dieser Beitrag wurde später, am 13. April 1872, in der US-amerikanischen Zeitschrift "Medical and Surgical Reporter" veröffentlicht. Er beschrieb die später nach ihm benannte Krankheit mit einer klinischen Trias:
- Erblichkeit (die Erkrankung ist autosomal dominant)
- Neigung zu psychiatrischen Auffälligkeiten ("insanity") und zum Suizid
- schwere Symptome treten nur im Erwachsenenalter auf (hier irrte Huntington – er kannte die juvenile Form noch nicht).

1908 schrieb William Osler in einer Überblicksarbeit über das Paper von Huntington: "In the history of medicine, there are few instances in which a disease has been more accurately, more graphically or more briefly described." George Huntington war bei der Publikation seiner Beobachtungen 22 Jahre alt. Danach verfasste er nur noch einen wissenschaftlichen Beitrag. 1874 kehrte er nach Dutchess County, New York zurück, um dort eine Praxis zu eröffnen.
George Huntington sollte nicht mit dem US-amerikanischen Anatomen George Sumner Huntington (1861–1927) verwechselt werden. Beide studierten an der Columbia University in New York.

## Einzelnachweise

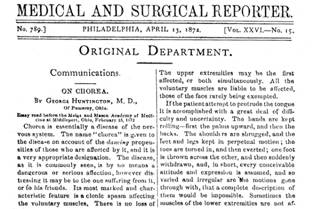
George Huntingtons Artikel